# 명제집

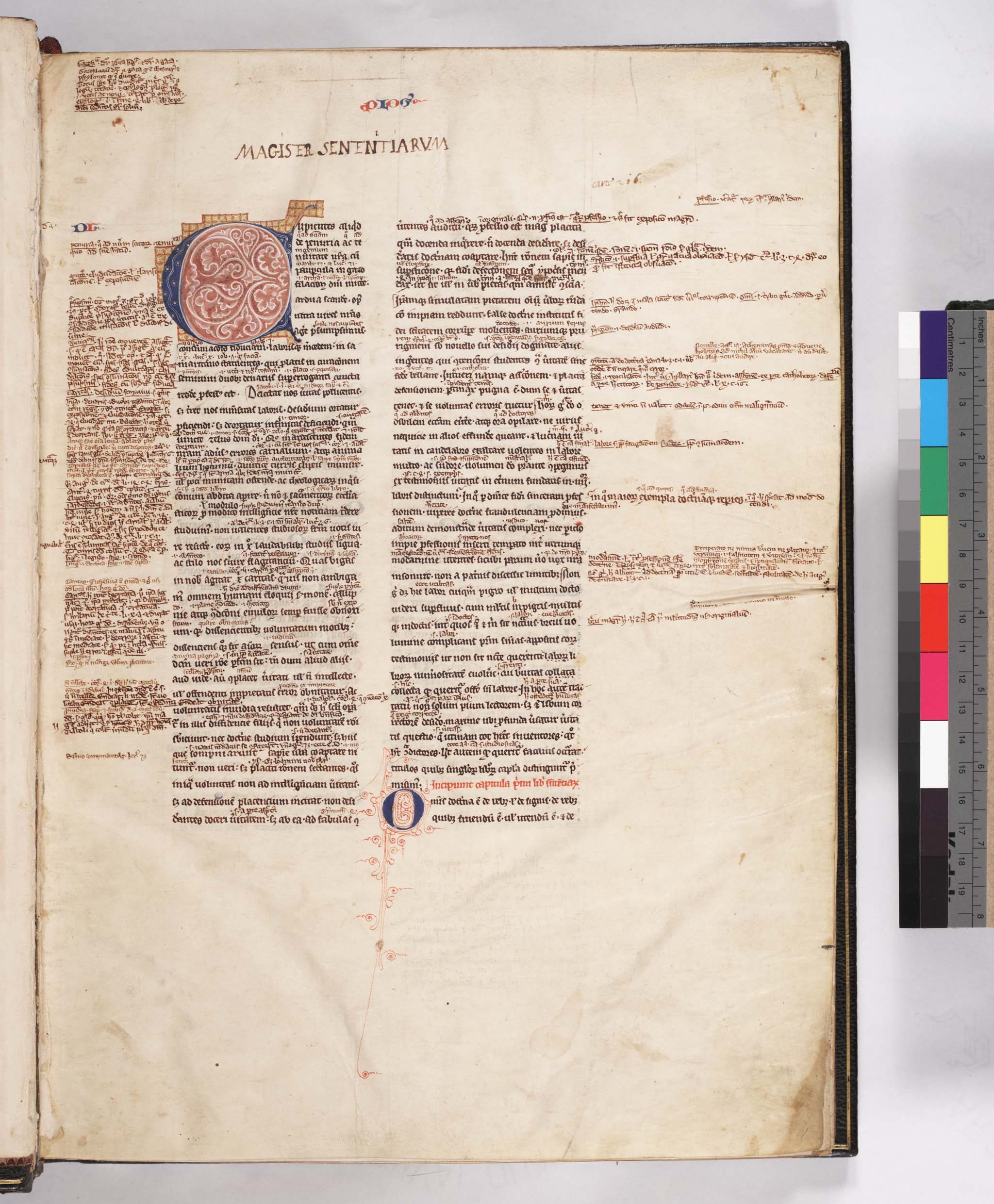
필라델피아의 자유도서관에 있는 명제집 14세기판의 첫 페이지

명제집(Libri Quattuor Sententiarum, The Four Books of Sentences)은 4권으로 되어있어서 4권의 명제집이라고도 한다. 이 책은 12세기 피터 롬바르드에 의해 쓰여진 신학책으로 중세기에 최고의 권위를 가진 신학의 체계적인 구성을 가지고 있다. 이 책의 이름은 함께모아 놓은 성경본문들에 관하여  명제(sententiae) 또는 권위적인 진술들이라 것에서 유래하였다. 종교 개혁가들에 의해서 비판을 받기 시작하였다.

### 목차
- 책 1: 삼위일체의 신비
- 책 2: 창조
- 책 3: 말씀의 성육신
- 책 4: 성례전

## 참고 문헌
- Elizabeth Frances Rogers, Peter Lombard and the Sacramental System (Merrick, NY: Richwood Pub. Co., 1976).
- Philipp W. Rosemann, Peter Lombard (New York: Oxford University Press, 2004).
- Philipp W. Rosemann, The Story of a Great Medieval Book: Peter Lombard's "Sentences" (Toronto: University of Toronto Press, 2007).